# Ischémie myocardique silencieuse
L'ischémie myocardique silencieuse correspond à un défaut d'oxygénation du muscle cardiaque non perçu par le sujet atteint, en rapport avec une maladie coronarienne.
L'ischémie myocardique se traduit classiquement par une douleur thoracique, typiquement à type d'angine de poitrine, ou par un tableau d'insuffisance cardiaque, un malaise. L'ischémie myocardique silencieuse n'est découverte que lors d'un examen fait, alors que le patient ne se plaint de rien.
Elle peut se traduire aussi parfois par un infarctus du myocarde silencieux, découvert, par exemple lors d'un électrocardiogramme fait à titre systématique.

## Épidémiologie
L'ischémie myocardique est beaucoup plus souvent silencieuse que symptomatique, les deux formes pouvant coexister. L'objectivation d'une ischémie myocardique silencieuse augmente le risque de survenue d'accident cardiaque et de mortalité.

## Diagnostic
Elle peut être recherchée dans le cadre de la surveillance d'une maladie coronarienne ayant déjà eu une première manifestation et étant traitée, afin d’évaluer l'efficacité de ce traitement ou la présence d'une évolution de la maladie coronarienne. Elle peut être également recherchée, à titre systématique, chez un patient ayant des facteurs de risque cardio-vasculaire.
On peut rechercher ainsi, lors d'un test de provocation d'ischémie :
- une traduction électrique de l'ischémie myocardique (électrocardiogramme) lors d'une épreuve d'effort, d'un holter cardiaque, se manifestant essentiellement par un sous décalage transitoire du segment ST par rapport à la ligne de base ;
- une traduction mécanique sous forme de défaut de contraction, transitoire et provoquée, de la partie du muscle cardiaque ischémiée, lors d'une échographie ou d'une IRM de stress ;
- la visualisation d'un défect de la perfusion du muscle ischémiée lors d'une scintigraphie myocardique.

Le diagnostic doit être impérativement confirmé par une imagerie des coronaires, coronarographie ou scanner coronaire, retrouvant une ou plusieurs sténoses significatives sur les artères coronaires.

## Traitement
Il repose sur à peu près les mêmes principes que pour une ischémie myocardique non silencieuse :
- dans tous les cas, un traitement médicamenteux comportant un antiagrégant plaquettaire, une statine et la lutte contre les facteurs de risque ;
- selon les cas, une angioplastie coronaire avec éventuelle pose d'un stent ou un pontage aorto-coronarien.

L'évaluation de l'efficacité du traitement ne peut être faite que par un autre test de provocation d'ischémie.
L'intérêt de traiter un patient qui ne se plaint de rien par des procédures invasives (angioplastie ou pontages) reste discuté : il ne semble pas y avoir d'amélioration de la mortalité,, même si les patients ayant une ischémie myocardique silencieuse ont un risque important d'événements négatifs.